# Tour of Borneo
Die Tour of Borneo (dt. Borneo-Rundfahrt) ist ein malaysisches Straßenradrennen.
Das Etappenrennen wurde erstmals 2012 über fünf Etappen mit einer Gesamtdistanz von knapp 760 km im Bundesstaat Sabah auf Borneo ausgetragen. Das Rennen ist Teil der UCI Asia Tour und in die Kategorie 2.2 eingestuft. Erster Sieger wurde der Neuseeländer Michael Torckler.

## Siegerliste
- 2015  Peeter Pruus
- 2014 nicht ausgetragen
- 2013  Ghader Mizbani
- 2012  Michael Torckler